# Lenguas mura-pirahã-matanawí
Las lenguas mura-pirahã-matanawí constituyen una pequeña familia de lenguas habladas en Brasil, en la cuenca amazónica, por diversos pueblos indígenas. A ella pertenecen las lenguas pirahã y los extintos mura-bohurá, yahahi y probablemente también el matanawí.
Lingüísticamente, la familia mura está caracterizada por ser aglutinante, por su pobreza en fonemas (el pirahã tiene sólo 11, comparado con los más de 40 del inglés) y por tener tono gramatical.
Al grupo étnico pertenecen unas 1500 personas, aunque el grupo mura está fuertemente aculturado en portugués. El grupo pirahã, unas 150 personas, es en su mayoría monolingüe.

## Clasificación
Las lenguas mura-pirahã-matanawí generalmente aceptadas como pertenecientes a la familia se clasifican generalmente de la siguiente manera:
- Lenguas mura (o mura-pirahã)
  - Mura-Bohurá (†)
  - Pirahã
  - Yahahí (†)
- Matanawí  (†)

La propuesta de que el poco documentado matanawí está relacionado con el mura y el pirahã es básicamente una propuesta de Rivet (1924:673) y Loukotka (1939:154) sobre la base de unas pocas palabras. Curt Nimuendaju menciona que en los vocabularios tienen cerca de media docena de palabras comunes entre el matanawí y el mura, pero considera altamente especulativa la propuesta de Rivet y Loukotka de concluir que existe parentesco entre el matanawí y el mura-pirahã.

## Comparación léxica
Los numerales del 1 al 5 son:

| GLOSA | Mura  | Piraha        | Matanawí  | PROTO- MURA |
| ----- | ----- | ------------- | --------- | ----------- |
| '1'   | huihí | hi²hói¹²      | yĩ́paã     | *           |
| '2'   | húihi | hi²hói²¹      | watoronaã | *           |
| '3'   |       | hi²báa²gi²ʔi² | sauraĩté  | *           |
| '4'   |       | hi²aí¹ba¹ʔai² |           | *           |
| '5'   |       | hi²aí¹ba¹ʔai² |           | *           |
Donde (¹) se refiere a un tono alto y (²) a un tono bajo (esto es indicado por Ladefoged & Everett (1995) por un acento agudo (´) y ausencia de marca)
Una lista de palabras básicas es:
| GLOSA        | Mura    | Piraha         | Matanawí   | PROTO- MURA    |
| ------------ | ------- | -------------- | ---------- | -------------- |
| 'cabeza'     | apai    | xa²á²pai¹      | apa zɨ     | *apa-          |
| 'cabello'    | apaité  | a²paí²tai²¹    | apa zɨ yaá | *apa-?-tai (?) |
| 'frente'     | itiê    |                | turapa zɨ  |                |
| 'ojo'        | kosé    | ko²si²         |            | *kosi          |
| 'oreja'      | apuí    | ʔa¹oo¹i        | atau zɨ    | *au- (?)       |
| 'nariz'      | taú-i   | i²taó²pai¹     | natu zɨ    | *              |
| 'lengua'     | ipúi    | í²po¹pai²      | ĩhu zi     | *ipu-          |
| 'mano'       | úí      | xoo¹i¹         | ũsu zɨ     | *u-su-         |
| 'pie'        | apái    | áa²¹pai²       | iʃi yɨ     |                |
| 'hígado'     | ibijuí  | i²bío¹pai¹     |            | *ibiu-         |
| 'mujer'      | karí    |                |            | *kari-         |
| 'hombre'     | kaií    |                |            | *kari-yí       |
| 'tapir'      | tabatí  | ká²ba²ti¹      | awiyá      |                |
| 'murciélago' | huahui  |                | wawá       | *wawa-i        |
| 'agua'       | pê      | pii            | apɨ́        | *pɨ-           |
| 'fuego'      | uái     | ho²aí²         | uá         | *uá-           |
| 'piedra'     | apúi    | á²ʔa¹ti²       | ayá        | *              |
| 'sol'        | huisí   | hiisí          | vĩ         | *hu-isi-       |
| 'luna'       | ka-ãnhê | ká²hai¹ʔài²¹i² | ka         | *ka-           |